# 光明寺 (箕面市)
光明寺（こうみょうじ）は、大阪府箕面市西小路にある浄土真宗本願寺派の仏教寺院。

## 歴史
- 天文16年（1547年）8月、当地の土井宗喜が本願寺第10世證如法主の直弟子となり、北字小寺に草庵を結ぶ。
- 明暦3年（1657年）11月、火災を罹る。
- 元禄3年(1690年)8月に現在地に移転。
- 宝暦11年（1761年）9月、第12世現住周山が再建。
- 平成7年（1995年）1月17日の阪神・淡路大震災で被災。
- 平成15年（2003年）改築す。

## 境内

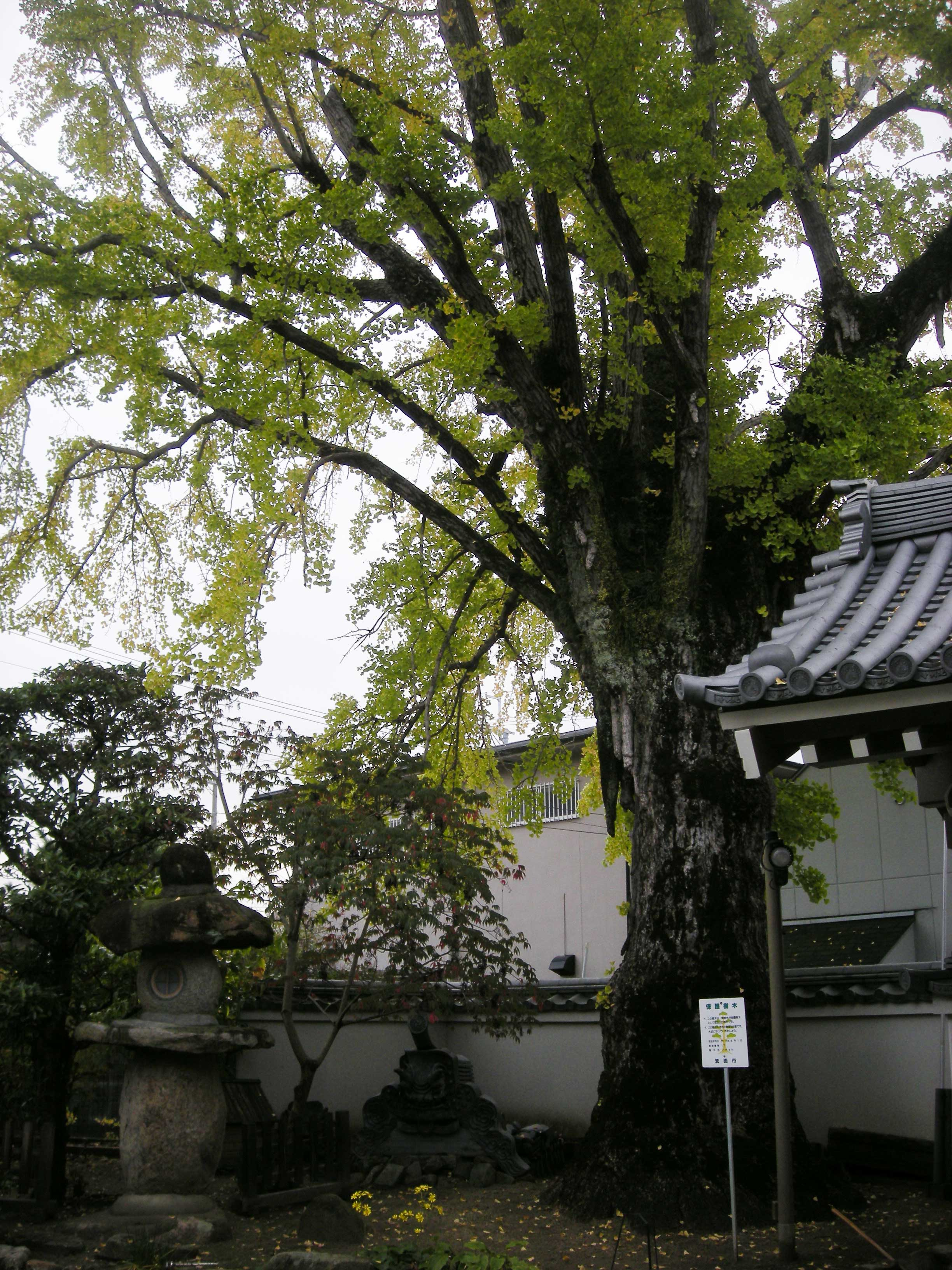
イチョウ

- イチョウ　大阪府指定天然記念物（平成12年2月8日指定）

## 交通アクセス
- 阪急箕面線「箕面駅」より、南へ徒歩10分